# 光胸鰏屬
光胸鰏屬（學名：Photopectoralis）是蝴蝶魚目鰏科的一屬。

## 名称
本属学名前綴词根（phōtō-）意为“光”，意为“胸部”。

## 形态
背鰭有硬棘8枚、軟條16-17枚，臀鰭硬棘3枚、軟條14枚。

## 分布
本属分布于印度洋到西太平洋沿岸一带，主要生存于热带的海水或半咸水区域，部分会洄游，為底棲魚類，不同鱼种水深2至160米不等。

## 分類
本屬包含4個已描述的物種：
- 金黃光胸鰏 Photopectoralis aureus (T. Abe & Haneda, 1972)
- 黃斑光胸鰏 Photopectoralis bindus (Valenciennes, 1835)
- 赫氏光胸鰏 Photopectoralis hataii (T. Abe & Haneda, 1972)
- 菲律賓光胸鰏 Photopectoralis panayensis (Seishi Kimura & Dunlap, 2003)